# Skaun
Skaun er en kommune i Trøndelag fylke i Norge. Kommunen grænser mod kommunen Orkdal i vest og Melhus i syd og øst. I nord har Skaun fælles grænse med Trondheim i Gaulosen, en sidearm af Trondheimsfjorden hvor elven Gaula har sit udspring. Skaun kommune blev dannet i 1965, da kommunerne Børsa, Buvik og Skaun blev slået sammen. De største byer i kommunen er Buvika, adminstrationcentret Børsa, Venn, Viggja og Eggkleiva. Højeste punkt i kommunen er Ølshøgda  der er 537 moh.

## Erhvervsliv
De fleste indbyggere i Skaun pendler til arbejdspladser i nabokommunerne, undtagen dem der arbejder inderfor landbruget og i den offentlige sektor. Den største virksomhed er møllen i Buvika (Norgesmøllen).

## Skoler
Kommunen har fem folkeskoler. Jåren-Råbygda skule er den eneste hele skole i Sør-Trøndelag med nynorsk som hovedmål. Ungdomsskoletrinene er samlet på Skaun ungdomsskole i Børsa. I Børsa ligger også Fredly Folkehøjskole. Der findes ingen videregående skoler i kommunen, de fleste går på skoler i nabokommunerne, særligt i Orkdal, Meldal og Melhus, men også Trondheim.

## Kultur
Kommunens tusenårssted er Husaby, som er et gårdanlæg med gamle kirkeruiner, hvor Einar Tambarskjelve boede.
Husaby er mest kendt for Sigrid Undsets roman om "Kristin Lavransdatter". Romanfiguren "Kristin" boede her sammen med sin husbond "Erlend".
Et årligt kulturarrangement er Kristin på Husaby i Skaun, med blandt andet teaterforestillinger, litteraturseminar, vandretur, udstillinger, kirkekoncerter og økumenisk gudstjeneste.
Skaun kirke på Venn er en stenkirke fra middelalderen (ca. 1180), og pilgrimsstien går forbi kirken videre til Nidarosdomen.

## Natur
Kommunen har store friluftsområder med bl.a. 46 fiskepladser, hovedsageligt med ørred og arktisk fjeldørred. Der er laks i elvene Børselva og Vigda i kommunen.
Kommuneblomsten i Skaun er røn, som også er omtalt i Skaunsangen, skrevet af Bjarne Slapgard og Lars Minsaas.